# Magnus Broo

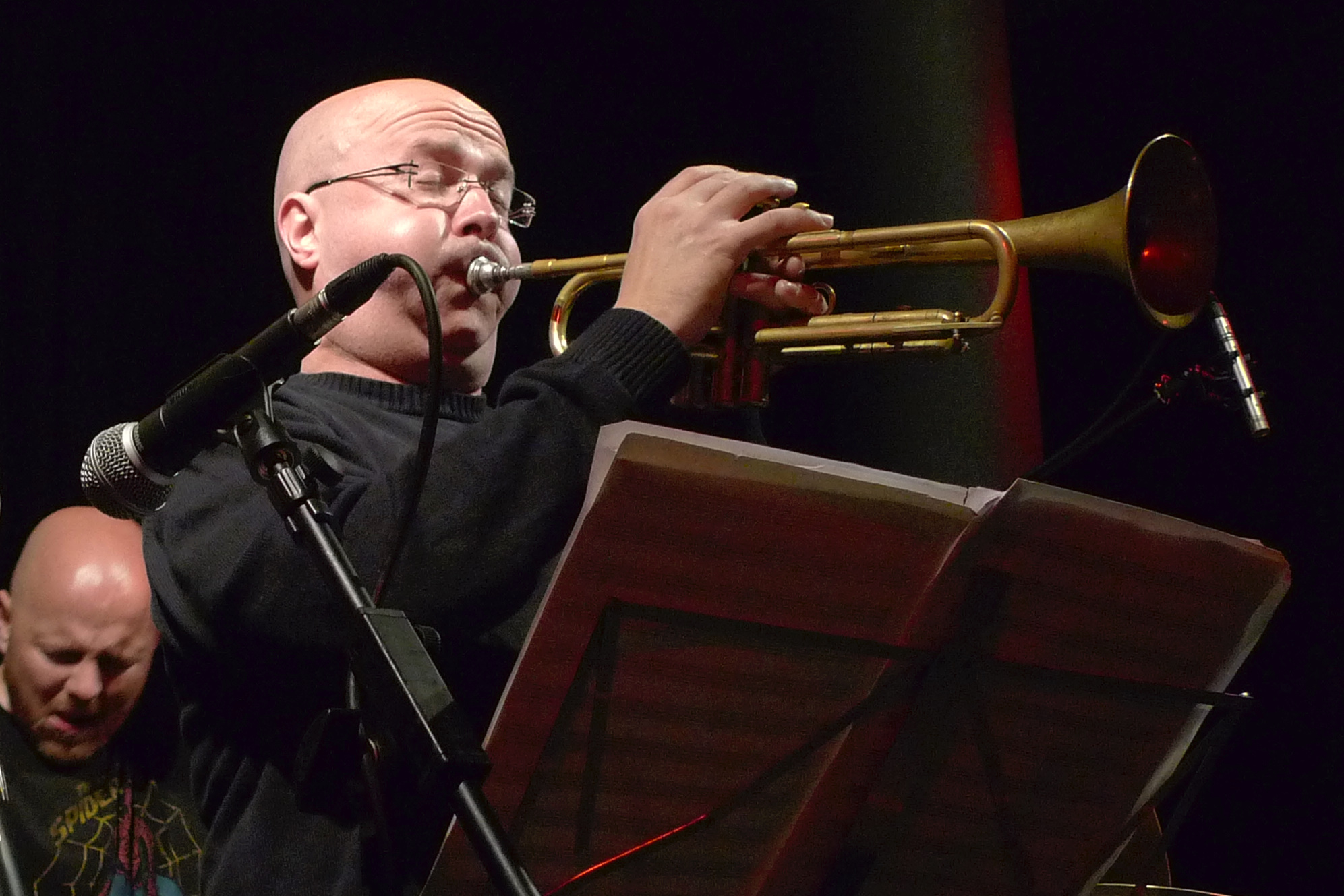
Magnus Broo mit Atomic im Vortex Jazz Club (2010)

Magnus Broo (* 1965 in Huskvarna) ist ein schwedischer Jazz-Trompeter. 

## Leben und Wirken
Magnus Broo wuchs in Västervik auf und lebte dann in Visby, bevor er von 1984 bis 1990 an der North Texas State University studierte. 
Nach seiner Rückkehr nach Schweden spielte er von 1991 bis 1999 in Fredrik Noréns Band und Lennart Åbergs Orchester. 1995 wirkte er an Jan Wallgrens Album Raga, Bebop and Anything mit und arbeitete 1996 mit dem Saxophonisten Lars Gulliksson.
Broo, der sich stilistisch stark am Free Jazz von Ornette Colemans Gruppen der 1960er Jahre orientiert, nahm ab 1999 zwei Alben mit seinem Quartett auf, die auf Dragon Records erschienen sind; in seinem Quartett spielen Torbjörn Gulz (Piano), Mattias Welin (Bass) und Jonas Holgersson (Schlagzeug). Außerdem arbeitete er mit dem Stockholm Jazz Orchestra, mit Amanda Sedgwick, dem Ken Vandermark Resonance Ensemble (Double Arc, 2015), der norwegischen Band Atomic und ab 2000 im Fredrik Nordström Quintet. Seit 2009 gehört er (mit Håkon Mjåset Johansen, Ingebrigt Håker Flaten und Atle Nymo) zum norwegisch-schwedischen Quartett I.P.A., das 2016 mit Mattias Ståhl zum Quintett erweitert wurde und mehrere Alben veröffentlichte. 
Er ist Mitglied der Formation Angles 9 um Martin Küchen und des Fire! Orchestra um Mats Gustafsson (Exit!, 2013) und arbeitete auch mit Gilbert Holmström.

## Diskographie
- Sudden Joy (Dragon, 1999)
- Levitaton (Dragon, 2001)
- Sugarpromise (Moseroble, 2003)
- Painbody (Moserobie, 2008)
- Swedish Wood (Moserobie, 2010)
- Bubble (Moserobie, 2013)
- Rules (Moserobie, 2018)
- I.P.A.: Bashing Mushrooms (Cuneiform, 2020, mit Ingebrigt Håker Flaten, Håkon Mjåset Johansen, Atle Nymo, Mattias Ståhl)

## Lexikalischer Eintrag
- Richard Cook, Brian Morton: The Penguin Guide to Jazz Recordings. 8. Auflage. Penguin, London 2006, ISBN 0-14-102327-9.

| Personendaten    | Personendaten               |
| ---------------- | --------------------------- |
| NAME             | Broo, Magnus                |
| KURZBESCHREIBUNG | schwedischer Jazz-Trompeter |
| GEBURTSDATUM     | 1965                        |
| GEBURTSORT       | Huskvarna                   |